# Všestary (stacja kolejowa)
Všestary – stacja kolejowa w miejscowości Všestary, w kraju hradeckim, w Czechach. Znajduje się na wysokości 270 m n.p.m.
Jest zarządzana przez Správę železnic. Na stacji istnieje możliwości zakupu biletów i rezerwacji miejsc.

## Linie kolejowe
- 041 Hradec Králové - Jičín - Turnov